# Visseiche
Visseiche (en bretó Gwisec'h) és un municipi francès, situat a la regió de Bretanya, al departament d'Ille i Vilaine. L'any 2006 tenia 804 habitants. Limita al nord-oest amb Bais, al nord-est amb Domalain, a l'oest amb Marcillé-Robert, a l'est amb La Guerche-de-Bretagne, al sud-oest amb Retiers, al sud amb Arbrissel i al sud-est amb Rannée.

## Demografia
| 1962                                       | 1968 | 1975 | 1982 | 1990 | 1999 |
| ------------------------------------------ | ---- | ---- | ---- | ---- | ---- |
| 827                                        | 904  | 785  | 723  | 689  | 687  |
| Des de 1962: població sense dobles comptes |      |      |      |      |      |

## Administració
| Període   | Identitat        | Partit |
| --------- | ---------------- | ------ |
| 2001-2008 | Fernand Crosnier |        |
| 2008-     | Bruno Gatel      |        |